# Kenginal, Indi
Kenginal là một làng thuộc tehsil Indi, huyện Bijapur, bang Karnataka, Ấn Độ.